# Iambia inferalis
Iambia inferalis là một loài bướm đêm trong họ Noctuidae.